# Рио-Десеадо
Рио-Десеадо (исп. Rio Deseado) — река в Аргентине, протекает по территории провинции Санта-Крус. Длина — 615 км, площадь водосборного бассейна — 14 450 км².
Берёт начало при слиянии рек Феникс-Гранде и Пахе в Патагонских Андах к востоку от чилийско-аргентинской границы. Река Рио-Десеадо впадает в Атлантический океан, рядом с устьем расположен портовый город Пуэрто-Десеадо (исп. Puerto Deseado).
Раньше река начиналась из озера Буэнос-Айрес, но после того, как у озера открылся сток в Тихий океан, его уровень сильно упал и сток в Атлантику прекратился. Дважды в году на реке наблюдается половодье: осенью в дождливый период и весной в ходе таяния льда. На всём протяжении реки имеется 9 естественных озёр общей площадью 48 км².